# Руденко Андрій Володимирович
Андрій Володимирович Руденко (нар. 4 вересня 1983, Дніпропетровськ (нині Дніпро)) — український боксер-професіонал у важкій ваговій категорії. Володар титулу чемпіона за версією WBC International Silver (2016—2017) у важкій вазі.

## Професіональна кар'єра
Перший бій у профікар'єрі провів 19 жовтня 2006 року. Не знав поразок до 2014 року.

### Руденко проти Брауна
1 серпня 2014 року у Вулвергемптоні, Англія відбувся бій Андрій Руденко (24-0, 16КО) — Лукас Браун (20-0, 18КО), на кону якого стояв вакантний титул інтерконтинентального чемпіона WBA і титул WBC EPBC, що належав австралійцю. Поєдинок завершився перемогою Брауна одностайним рішенням суддів — 115—113, 116—112 і 117—112, хоч перша половина бою і пройшла за переваги українця. Руденко зазнав першої поразки в профі.

### Руденко проти Ф'юрі
21 лютого 2015 року в Монте-Карло, Монако Руденко провів бій з британським проспектом Г'юї Ф'юрі (14-0, 8КО), двоюрідним братом Тайсона Ф'юрі. Ф'юрі багато рухався, не давши Андрію вийти на ударну позицію, і впевнено перебоксував українця — 98-92, 98-91 і 97-92.

### Руденко проти Молло
6 травня 2016 року в Одесі відбувся вечір боксу, організований київською промоутерською компанією «Sparta Boxing Promotions», головною подією якого став бій за вакантний титул WBC International Silver Андрій Руденко — Майк Молло. Бій завершився достроково через розсічення американця у 7 раунді. Переможцем, якого судді визначили на момент зупинки бою, став українець.

### Руденко проти Повєткіна
1 липня 2017 року в Москві пройшов бій Андрій Руденко — Олександр Повєткін за вакантний інтернаціональний титул WBO і вакантний континентальний титул WBA. Бій ледве не закінчився тільки розпочавшись — вже в першому розміні Повєткін зачепив Руденка по потилиці, Андрій зробив рух головою, відчув біль і просигналізував рефері, що не може продовжувати бій. Після консультацій з лікарем, який дійшов висновку, що відбулося защемлення шиї, і тривалої паузи, під час якої представники команди українця наполягали, щоб він продовжував бій, поєдинок все ж поновився. Незважаючи на відчутний дискомфорт Руденко зміг протриматися всі 12 раундів, хоч і програв з розгромним рахунком.

### Руденко проти Кабаєла
2 березня 2019 року в Магдебургу, Німеччина в бою за вакантний титул чемпіона Європи за версією EBU Руденко програв представнику Німеччини Агіту Кабаєлу. Хоч Андрій і добре розпочав цей бій, у 6 раунді Кабаєл сильно пробив по корпусу Руденка, той взяв коліно. В наступних раундах німець перебивав українця і здобув впевнену перемогу за очками.